# Mubarak Ghanim
Mubarak Ghanim (3 de setembro de 1963) é um ex-futebolista emiratense, que atuava como defensor.

## Carreira
Mubarak Ghanim integrou a histórica Seleção Emiratense de Futebol da Copa do Mundo de 1990. 